# ブリオーニ
ブリオーニ（イタリア語: Brioni）は、イタリアの高級ブランド、紳士服の販売業者であり、キートン（Kiton)と並ぶ世界最高峰のスーツブランドとして知られている。

## 歴史
ブリオーニは1945年、サヴィル・ロウで修行を積んだ仕立て屋ナザレノ・フォンティコーリとデザイナーのガエターノ・サヴィーニによってローマで創業された。10人の仕立職人や針子からスタートした同社はローマのバルベリーニ通りに1号店が開業し、2014年まで営業していた。そして、2008年以降ブリオーニが投資元を探していた事を受け、2011年11月、ケリングへの売却が発表された。